# 新治郡衙跡

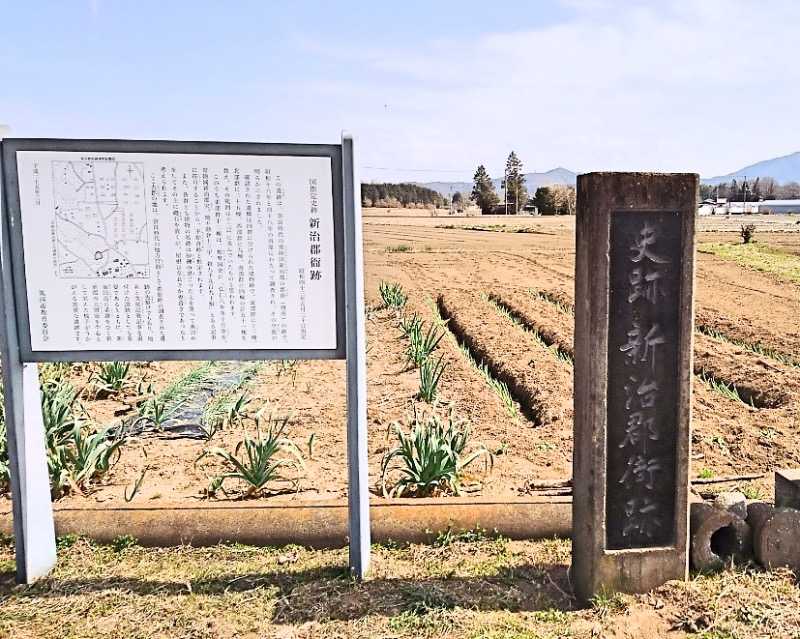
新治郡衙跡

新治郡衙跡（にいはりぐんがあと）は、茨城県筑西市古郡にある古代郡家（郡衙）の遺跡。常陸国（古代）新治郡のものと推定されている。1968年（昭和43年）、国の史跡に指定されている。

## 概要
大化の改新以後に設けられた郡役所の跡で、新治廃寺の北 200〜300m に位置する。
1941年・1943年に高井悌三郎・藤田清によって2度にわたって発掘され、1949年まで続いた調査の結果、日本で初めて郡家（郡衙）の遺構であることが確認された。300m 四方の範囲に52の建物跡が確認されており、それらは東西南北4つの建物群に分けられ、その内訳は北部郡25棟、西部郡9棟、東部郡13棟、南部郡4棟が検出されている他に、東部建物群から離れたところに1棟の建物跡が1949年に確認されている。西部建物群9棟はその配置から正殿・脇殿からなる政庁部分と推定される。北部建物群25棟と南部建物群4棟は倉庫と推定され、東部建物群13棟も倉庫とされているが、不動倉として用いられていたと推定されている。『日本紀略』（原文は『日本後紀』にあったものか？）によれば、弘仁8年10月7日（癸亥:817年11月19日）に新治郡で不動倉13宇が焼失したとあり、東部建物群の火災による焼失跡がその記事を裏付けるものと考えられている。また、郡衙全体の配置が古代豪族の邸宅の残滓を残しており、新治国造の末裔とされる新治郡の郡司の施設である新治郡衙跡に相応しいものであるとされている。

## アクセス
- JR水戸線新治駅から徒歩25分